# ひよ子サブレー
ひよ子サブレー（ひよこサブレー）は、福岡県福岡市の株式会社ひよ子が製造・販売するサブレーである。ひよこを模した形をしている。

## 概要
ひよ子サブレーは、マイスターの称号を持つオーストリアの菓子職人ヴェルナー・エベナウワーを招いて誕生した。原料は北海道産生乳100%から作られたバター、独自ブレンドの小麦粉を使用しているほか、商品開発にあたり日本からひよ子の菓子職人たちがオーストリアに渡り鍛錬を積んで作られた。材料はほかに砂糖、蜂蜜、卵、膨張剤を使用している。

## 東京銘菓ひよ子サブレー
ひよ子と同様、ひよ子サブレーも株式会社ひよ子のグループ会社である株式会社東京ひよ子からパッケージは若干異なるが同様の商品を販売している。

## 鳩サブレーとの違い
神奈川県鎌倉市の豊島屋が販売している鳩サブレーと形状やパッケージなど外見が似ている。明治時代に作られた鎌倉の銘菓である鳩サブレーに対し、ひよ子サブレーは株式会社ひよ子の現会長である石坂博史がエベアウアーと考案し作られたものである。また、鳩サブレーは色が薄く目の部分が窪んでおり、ひよ子サブレーは焼き色がついており黒っぽいという違いがある。